# Alfredo Duhalde
Alfredo Duhalde Vásquez (Río Bueno, 30 juni 1898 – Santiago, 10 april 1985) was een Chileens staatsman die van 17 januari tot 3 augustus 1946 en van 13 augustus tot 17 oktober 1946 waarnemend president van Chili was.

## Biografie
Hij studeerde rechten aan de Universiteit van Chili in Santiago. Na zijn promotie nam hij dienst in het Chileense leger en diende als luitenant van de cavalerie. Na periode in het leger wijdde hij zich aan het beheer van zijn landerijen. Hij was een van de oprichters van de agrarische kredietbank Banco Agrícola.
Naast zijn werkzaamheden op landbouwgebied was Duhalde ook op politiek vlak actief. Hij sloot zich aan bij de Partido Radical (Radicale Partij) en werd in de Kamer van Afgevaardigden gekozen. Gedurende een groot deel van zijn politieke loopbaan was hij lid van het parlement.
In 1939 nam president Pedro Aguirre Cerda hem in zijn kabinet op als minister van Defensie, hetgeen hij tot 1940 bleef. Van 1942 tot 1944 bekleedde hij deze functie opnieuw onder president Juan Antonio Rios. Op 26 september 1945 werd hij minister van Binnenlandse Zaken en nam het presidentschap waar tijdens het bezoek van Rios aan de Verenigde Staten van Amerika.

### Vicepresidentschap van Chili
Duhalde werd op 17 januari 1946 benoemd tot vicepresident van Chili en werd bekleed met alle presidentiële bevoegdheden, omdat zittend president Rios terminaal ziek was en niet meer in staat was om zijn functie te kunnen uitoefenen. Op 27 juni van dat jaar overleed Rios. In januari 1946, kort na zijn aanstelling als vicepresident, braken er stakingen uit in een aantal salpetermijnen in het noorden van het land. De stakers vonden niet alleen dat ze onderbetaald werden, maar ook dat de prijzen voor de levensmiddelen te hoog waren die werden aangeboden in speciale supermarkten (Pulperia) die rond de mijnen waren opgericht. Vicepresident Duhalde steunde de actie van de mijnwerkers en niet en gaf het leger opdracht om de staking neer te slaan. Bij de militaire actie vonden zes stakers de dood. Als gevolg hiervan zegden de communisten hun steun op aan de regering. Daarnaast trad minister Eduardo Frei Montalva uit protest tegen het brutale optreden van het leger af.
Op 3 augustus trad Duhalde als waarnemend president af om mee te kunnen doen aan de voorverkiezing van zijn partij. Hij hoopte te worden gekozen tot presidentskandidaat voor de radicalen, maar de voorverkiezing werd gewonnen door Gabriel González Videla, die uiteindelijk op 4 september de presidentsverkiezingen won. Op 13 augustus hernam Duhalde het waarnemend presidentschap en bleef deze functie uitoefenen tot 17 oktober 1946, toen Juan Antonio Iribarren vicepresident werd en toezag op de inauguratie van Gozález Videla als president van de republiek in november 1946.
Na zijn vicepresidentschap nam Duhalde zitting in de Senaat. In 1953 trok hij zich uit de politiek terug. Vervolgens was hij van 1960 tot 1966 directeur van de Banco Osorno- La Unión en maakte hij zich verdienstelijk als voorzitter van de nationale atletiekfederatie en ere-voorzitter van voetbalclub Colo-Colo F.C..
Alfredo Duhalde overleed op 10 april 1985 op 86-jarige leeftijd in Santiago.

### Politieke posities
Duhalde gold binnen de Partido Radical als een vertegenwoordiger van de rechtervleugel. Hij was een anticommunist.

## Privé
Zijn vader, Pedro Guizona Duhalde Etchebarne, was een landbouwer en getrouwd met Zoila Rosa Vázquez Martínez. Het geslacht Duhalde stamt uit Louhossoa, Frans Baskenland en vestigde zich aan het begin van de negentiende eeuw in Chili.
Alfred Duhalde trouwde op 17 november 1923 met Yolanda Heufemann Ellwanger. Uit dit huwelijk kwamen zeven kinderen voort.